# Krempe (Steinburg)
Krempe é uma cidade da Alemanha localizado no distrito de Steinburg, estado de Schleswig-Holstein .
Pertence ao Amt de Krempermarsch.